# Kim Min-seo
Kim Min-seo (kor. 김민서; * 9. Mai 1987, vormals Kim Mi-young, kor. 김미영) ist eine südkoreanische Badmintonspielerin. 

## Karriere
Kim Min-seo gewann 2010 bei den Australia Open sowohl den Titel im Damendoppel als auch im Mixed. Bei der Japan Super Series 2010 belegte sie Platz 5 im Damendoppel mit Jang Ye-na ebenso wie bei der India Super Series 2011.

## Sportliche Erfolge
| Saison | Veranstaltung       | Disziplin   | Platz | Name                        |
| ------ | ------------------- | ----------- | ----- | --------------------------- |
| 2009   | Chinese Taipei Open | Damendoppel | 3     | Lee Hyo-jung / Kim Min-seo  |
| 2010   | Australia Open      | Mixed       | 1     | Cho Gun-woo / Kim Min-seo   |
| 2010   | Australia Open      | Damendoppel | 1     | Lee Kyung-won / Kim Min-seo |
| 2010   | Japan Open          | Damendoppel | 5     | Jang Ye-na / Kim Min-seo    |
| 2011   | German Open         | Damendoppel | 3     | Kim Ha-na / Kim Min-seo     |